# Brainpower
Gerrit-Jan (Gertjan) Mulder (Antwerpen, 5 februari 1975), beter bekend als Brainpower of MC Brainpower, is een in België geboren Nederlandse rapper.

## Jeugd
Brainpower groeide op in Alphen aan den Rijn, waar hij met hiphop en rap kennismaakte. Begin jaren negentig verhuisde hij naar de geboorteplaats van zijn moeder, Amsterdam. Hij ontwikkelde zijn talent door mee te doen aan talentenjachten, zogenoemde battles en open-micsessies, door eigen nummers te schrijven en op te nemen.

## Rapcarrière

### 1990-1999
In 1990 trad hij (na jaren rappen) voor het eerst op in Locomotion in Zoetermeer en in 1991 in Nighttown in Rotterdam. Vanaf 1992 werden de demo's serieuzer opgenomen. Optredens in Het Kasteel te Alphen a/d Rijn volgden. Brainpower verwierf langzaam maar zeker een naam in de Nederlandse underground-hiphopscene. In 1994 trad hij voor het eerst op in de Melkweg en in 1995 voor het eerst in Paradiso, beide in Amsterdam. Hij schaafde zijn repertoire en liveshows bij, was steeds regelmatiger op de radio te horen en verscheen voor het eerst internationaal op vinyl en cd in 1996-'97.
In 1998 won hij bij de Grote Prijs van Nederland in de categorie r&b/hiphop zowel de jury- als de publieksprijs. In 1999 verscheen er een mixtape en een in eigen beheer gemaakte op 'The Lyricist'. Deze kwam in de Mr. Bongo's top 10 in Londen en kreeg wereldwijd lovende recensies.

### 2000-2009
In 2000 was Brainpower te zien en te horen in de videoclip Als niet als van de Nederlandstalige popgroep Doe Maar. In dat jaar behaalde hij ook solo zijn eerste hitje met "Door merg en brain".
In 2001 verscheen zijn eerste album, Door merg en brain, met daarop veel gevoelige rapliederen. Hij behaalde hits met "De Vierde Kaart" en met "Je moest waarschijnlijk gaan" over de zelfmoord van een van zijn beste vrienden.
In 2002 ontving Brainpower een TMF Award in de categorie Beste Hiphop Act Nationaal. In mei van dat jaar kwam de single "Dansplaat" uit, die het in zowel Nederland als België spoedig tot nummer 1 bracht. Ook verscheen zijn tweede studioalbum, Verschil moet er zijn, waarop hij samenwerkte met onder anderen zangeres Trijntje Oosterhuis ("Voel De Vibe") en saxofoniste Candy Dulfer. Brainpower won in 2002 een MTV Award voor de beste Nederlandse act. Ook bracht hij een duet met de Amerikaanse rapper Nas uit ("One mic").
In 2003 won Brainpower opnieuw de TMF Award voor Beste Hiphop Act Nationaal. Ook won hij een Edison in de categorie beste r&b/hiphop nationaal. Brainpower participeerde eveneens in het eenmalige project ADHD (Aanbevolen Dagelijkse Hoeveelheid Dopeness), samen met TLM (The Last Mohican) en de rappers Dicecream en Man!e. Ze speelden het nummer "Beng je hoofd" met Spike (DI-RECT) op de TMF Awards.
Na een dissrap van collega-rapper Extince besloot Brainpower te reageren met het nummer "Ghostbusters", waarin hij tegen de rap van Extince (getiteld "Doorgaan") in ging. De toer ADHD was geheel uitverkocht.
In 2005 verscheen zijn derde studioalbum, Even Stil, met daarop de hits "Alles" en "Even Stil", waaraan de Zeeuwse Nederlandstalige popgroep BLØF zijn medewerking verleende. De eerste clip voorafgaand aan het album was getiteld Pro. In Curaçao verscheen bovendien de videoclip van de Immoralesremix van "Alles", een reggaetonversie geproduceerd door het Latijns-Amerikaanse talent Mena$a.
In 2006 deed Brainpower mee aan een Coca-Cola-actie en werd hij de eerste Nederlandse rapper met een eigen colablikje en -flesje. Belangrijker is echter dat hij jong talent stimuleerde en in samenwerking met de frisdrankgigant een album afleverde met nieuwe talenten. Hij sloot ook een contract af met Dicecream en bracht diens debuutalbum Je Weet Nix uit, met daarop de hit "Vlinders", die Dicecreams carrière in belangrijke mate op weg hielp. Verder verscheen een Brainpowerboek- en dvd-set, Tekst & Uitleg, waarin hij over zijn teksten schrijft.
In 2007 behaalde Brainpower samen met het Nederlandse dj-team The Partysquad een hit met de single "Non Stop". Hiermee won hij zijn vierde TMF Award. Ook maakte hij, in samenwerking met de Nederlandse band Intwine, de single "The Chosen (Assassin's Creed)".
In april 2008 kwam het dubbelalbum Hart & Hard uit. De eerste single van het album was "Eigen Werk", samen met TLM. Voor het album werkte Brainpower samen met The Partysquad, Sjaak, Dicecream, cabaretier Freek de Jonge, Candy Dulfer en Hind. De hitvideo Boks Ouwe veroorzaakte dat jaar een ware cult: de T-shirts werden veel gedragen en de clip werd binnen één maand meer dan een miljoen keer op internet bekeken. Er volgden twee remixclips van Boks Ouwe. Daarna volgde een clip die de twee titelnummers van de twee albums Hart en Hard combineerde. In november 2008 werd zijn album Verschil Moet Er Zijn na een aantal jaren goud. Na een succesvolle theatertoer werd Brainpower in december 2008 ten slotte beloond met de State Lifetime Achievement Award voor zijn invloed op de hiphopcultuur in Nederland en België. Om dit te vieren verscheen er een TLM-mixtape, De Levende Legende: 10 jaar Brainpower, waarop 55 nummers van de rapper te horen waren.
In januari 2009 volgde een clip bij het nummer "Wees Niet Bang" met Freek de Jonge. Brainpower werd samen met een select aantal anderen uitgenodigd voor een lunch met prins Willem-Alexander en prinses Maxima. Verder werkte hij aan zijn Engelstalige debuutalbum. Er werd in augustus 2009 een tweede theatertournee aangekondigd, die op 19 september 2009 begon. Samen met TLM zou de rapper 30 theaters in Nederland en België aandoen. De toer werd gekoppeld aan zijn zesde studioalbum, Mijn Manier, een dubbelalbum met muzikale hoogtepunten. Het titelnummer was tevens de naam van de theatertournee en werd de nieuwe single en clip die voorafgaand aan het album verschenen.
Brainpower ontving op 17 oktober 2009, tijdens de première van de Mijn Manier Theatertour, platina voor de verkoop van meer dan 200.000 platen, cd's en dvd's. In Brussel ontving hij op 5 november van datzelfde jaar een gouden plaat (voor zijn single "Dansplaat") en platina voor 30.000 verkochte platen, cd's en dvd's in België. Brainpower was de eerste Nederlandstalige solorapper ooit die zowel in België als in Nederland op nummer 1 stond.

### 2010-2019
In 2010 werkte Brainpower mee aan de mixtape THC Recordz Mixtape Vol. 2 van de Nederlandse rapgroep THC en aan het dubbelalbum Ik Ben Twan/Succes van het Nederlandse rapduo The Opposites, dat op 5 maart verscheen. Verder werkte hij aan de afronding van nieuwe projecten, waaronder zijn Engelstalige debuutalbum. Op 16 juli 2010 verscheen de ep Dub & Dwars, een minialbum met heropgenomen reggaeversies van zes van zijn bekendste nummers en één nieuwe track, tevens het titelnummer. Een reis door Jamaica (onder meer bedoeld om aan zijn Engelstalige album te werken) had hem tot dit album geïnspireerd. Tevens trad hij op op een aantal festivals in Nederland en België. Op 1 november van dat jaar verscheen er een nieuwe videoclip bij het Engelstalige nummer "Mind Ur Bizniz". Het nummer was opgenomen in New York en bevatte een gastbijdrage van de Amerikaanse rapster Jean Grae. Er verschenen bovendien twee remixen, eentje van Oh Jay ("Voel De Vibe" en "Pro") en eentje van TLM. Precies een maand later trad Brainpower op in de Amerikaanse nachtclub The Viper Room, een bekende nachtclub op Sunset Boulevard in Los Angeles.
In februari 2011 verscheen er een digitale single met videoclip (Bleedin' Organz) met daarop een gastoptreden van Shabazz The Disciple. In maart trad Brainpower op in Sint Maarten als voorprogramma van Wyclef Jean. In april trad hij op in New York en verscheen er ook een single (digitaal en op geel 7-inchvinyl in verband met Record Store Day) en videoclip in samenwerking met reggae- en dancehalllegende Yellowman. Tevens was er de minidocumentaire From Amsterdam To Kingston over deze samenwerking te zien. In augustus verscheen er een single en videoclip voor het nummer "Light It Up". In september kwam People uit, waarvan de videoclip in New York was opgenomen. De laatste twee nummers werden later ook gebruikt in de Nederlandse film Body Language, die in oktober verscheen en waar de rapper ook een gastrol in vertolkte. Brainpower trad in het najaar voor de tweede keer op in The Viper Room in Los Angeles.
In 2012 verschenen er drie Nederlandstalige singles van Brainpower: "Een Mooi Bericht" met operazanger Anthony Heidweiller, "Dubbelportret" met rapster Zanillya (dochter van wijlen Boney M.-zanger Bobbi Farrell) en "Hing, Hing, Hing". De laatste was in een meer instrumentale vorm tevens soundtrack voor een korte animatiefilm getiteld Granny Lane. Deze film werd vertoond in bioscopen in Nederland en België en diende tevens als de clip voor "Hing, Hing, Hing". In de zomer van 2012 verscheen de ep The New York Sessions. De ep bestond uit nummers die waren ontstaan uit sessies in New York en was gratis te downloaden. In september 2012 werd er een onuitgebracht nummer van de tweetalige rapper in de Amerikaanse Warner Brothers-film Thunderstruck (met onder anderen Jim Belushi en Kevin Durant) geplaatst. In het najaar van 2012 kwamen er nog twee singles uit: "Boxfresh" met Ladybug Mecca (bekend van het raptrio Digable Planets) en "Greenhouse", een solonummer geproduceerd door Brainpower's vaste live-dj TLM.
Ter gelegenheid van Record Store Day 2013 verscheen op 20 april een single (op paars-wit 12-inchvinyl en digitaal) een videoclip getiteld The Universal Funk met PMD van EPMD. Tevens was Brainpower in 2013 te zien als jurylid in het tweede seizoen van het talentenjacht 'The Next MC' van 101 TV (BNN).
"The Collabs EP" is een plaat met vijf Engelstalige songs die Brainpower in zowel Nederland als Amerika heeft opgenomen met een aantal van de artiesten waar hij naar luisterde toen hij opgroeide. Van zijn samenwerking met West Coast Rap-legende WC verscheen vlak voor de release van de ep een animatievideoclip.
Na bij verschillende festivals te hebben opgetreden, verscheen op 3 oktober 2014 de single 'Troubled Soul'. Het nummer is geschreven (de rap teksten door Brainpower zelf, de tekst van het refrein en de muziek door Brainpower en Tjeerd Oosterhuis) en geproduceerd door Brainpower en top producer Tjeerd Oosterhuis. De videoclip is een korte film, geschreven en geregisseerd door Ruwan Heggelman. Op 17 december verschijnt er een nieuwe single getiteld 'Rock'.
Beide singles zijn afkomstig van het album 'Determination', dat 19 januari 2015 verscheen. Er is een videoclip gemaakt bij elke song op het album. 27 februari verscheen er een videoclip bij de nieuwe single 'Don't Let Go' ft. Keith John. Keith John is een soul veteraan uit Detroit en zingt al ruim 30 jaar in de band van Stevie Wonder. 6 februari 2016 verscheen er een Deluxe Edition van het album 'Even Stil' - hiermee is Brainpower de eerste Nederlandse Rap Artiest die in deze serie tussen namen als Bob Marley, Nirvana en Public Enemy staat. Beide albums bereiken de Top 100 en Brainpower is tot 1 juni op theatertour met Jörgen Raymann met de voorstelling "Twee-eiig". In juni vertaalt hij Shakespear's 'Othello'. Theatergroep ZEP vroeg hem een moderne rap versie te maken van het klassieke stuk. Het stuk gaat eind september in première en zal een tour van 50 shows zijn.
In 2017 vond de Verschil Moet Er Zijn 15th Anniversary Tour plaats - ruim 30 shows door het hele land in verschillende bezettingen, waaronder met The Re:Freshed Orchestra Ook het album verscheen als een Limited Edition op goudkleurig dubbel vinyl.
In het voorjaar van 2018 was Brainpower een van de gastartiesten bij De Vrienden van Amstel LIVE!, hierbij trad hij 14 achtereenvolgende dagen op in het Ahoy in Rotterdam. Op 29 maart 2018 vertolkte Brainpower de rol van Petrus in The Passion (EO). Hiervoor gebruikte hij deels geschreven teksten, maar ook nieuwe, zelfgeschreven teksten. In April wint hij zijn eerste Award in Amerika, te weten de Global Peace Song Award voor "All The Same". Een volgend succes kwam in de zomer: Brainpower's single "Animal Sauvage" is te horen in de film The Equalizer 2 met Denzel Washington.
In 2019 was Brainpower te zien als een van de 100-koppige jury in het televisieprogramma All Together Now.

### 2020-2023
In 2020 verschenen er 15 singles, waarvan 7 met een videoclip. Ondanks de pandemie ging Brainpower op tour en ivm de vele verzette data kwam deze najaar 2021 tot een eind. 
In dat jaar verscheen op Koningsdag zijn negende studioalbum 'Barlito's Way', met productie van onder meer Sid Roams (Eminem, Prodigy) en Willie B. (Kendrick Lamar, J. Cole, Daylyt & Schoolboy Q). De 101 Barz sessie ter promotie van. dit album werd ruim 300.000 keer bekeken.
Op Black Friday 2021 verschenen er maar liefst 10 releases: 'Barlito's Way' op cassette in 3 kleuren, 'Door Merg & Brain' op dubbelvinyl in 3 kleuren en 'BARS: The Best Of Brainpower' op vinyl in 3 kleuren. Daarnaast verscheen ook 'Barlito's Way Deluxe Edition' als digitale releases. Deze plaat bevatte de 1 oorspronkelijke nummer en 10 extra tracks. In 2021 verschijnen er ook nog eens 5 nieuwe singles.
Eerder dat jaar verscheen 'Door Merg & Brain' 20th Anniversary Edition op dubbelvinyl in 3 edities tijdens Record Store Day.
In 2022 verschijnen 'Verschil Moet Er Zijn - The 20th Anniversary Bonus Bundle' op 27 April en 'The New York Sessions 10th Anniversary Edition' op 22 Augustus. Het project komt digitaal uit op alles streaming platforms, maar ook als cassette in twee speciale edities middels een samenwerking met Appledizzle Records. Tijdens Record Store Day 2022 komen de albums 'Hart' en 'Hard' beiden in 2 edities voor het eerst op dubbelvinyl uit. 7 September 2022 kondigt Brainpower officieel zijn nieuwe theatertour aan: The Story Of Hip Hop. Het betreft een theater college over de evolutie van de Hip Hop Cultuur. Aan de hand van vele essentiële fragmenten maakt hij, samen met DJ/VJ TLM, het publiek deelgenoot van zijn intense en eindeloze liefde voor Hip Hop en haar cultuur. Er staan 26 shows in het seizoen 2022/2023.
Hij werkt daarnaast oa aan twee nieuwe albums.

## Televisie
Brainpower heeft sinds de jaren '90 vele honderden tv-optredens gemaakt.

## Film
Brainpower speelde in 2006 een rol in de platina jeugdfilm Afblijven en bereikte daarmee een Top 40-hit met het nummer "Vlinders".
In 2005 sprak hij de stem in van Quincy in de Nederlandse versie van de Canadese tekenfilm My Dad the Rock Star. Later had hij een grote rol in Stuart Little 3 in 2006. Hij had een van de hoofdrollen (Gwizdo) in de animatiefilm De Drakenjagers in 2008. In 2011 had hij een klein stemrolletje als Pacer in de Disneyfilm Cars 2. Verder speelde hij een taxichauffeur in een korte scène van Body Language en leverde hij muziek voor deze Nederlandse dansfilm. In 2012 was hij de stem van Zuurpruim (Sour Bill) in de Nederlands gesproken versie van Disneyfilm Wreck-It-Ralph. Deze rol speelde Brainpower deze rol ook weer in het vervolg Ralph Breaks the Internet, hierbij kreeg hij ook een andere rol, namelijk de rol van Duncan die hij opvolgde van Huub Dikstaal die de stem in de vorige film insprak.
Hij is tevens te zien in 'Huisvrouwen Bestaan Niet' 1 en 2.
In 2012 leverde hij muziek voor de film 'Thunderstruck' en in 2018 werd hij door het team van Antoine Fuqua gevraagd muziek te leveren voor de blockbuster The Equalizer 2, met Denzel Washington in de hoofdrol.

## Songwriter
Als songwriter heeft Brainpower geschreven voor onder meer Candy Dulfer, Edsilia Rombley Eva Simons en drie Kinderen voor Kinderen-albums.
In Japan verscheen een van zijn liedjes op een album dat op nummer 1 terechtkwam. Van dit album werden er 350.000 verkocht en behaalde platina in Japan. In het najaar van 2012 ontving hij een gouden en een platina plaat voor Kinderen voor Kinderen 33. Najaar 2013 kreeg hij platina voor Kinderen voor Kinderen 34. En in 2016 Goud voor Kinderen voor Kinderen 37 en in 2017 Platina voor dit album. In 2018 en 2019 kreeg hij respectievelijk een Gouden en een Platina Award voor Kinderen Voor Kinderen 39. In 2021 ging Kinderen voor Kinderen 41 Goud.

## Prijzen
| Jaar | Prijs                                         | Categorie                                    | Muziek                      |
| ---- | --------------------------------------------- | -------------------------------------------- | --------------------------- |
| 1998 | Grote Prijs van Nederland                     | RnB/Hiphop, Publieksprijs en Beste MC/rapper |                             |
| 2001 | Zilveren Harp                                 |                                              |                             |
| 2002 | TMF Award                                     | Best Rap Nationaal                           |                             |
| 2002 | MTV Awards                                    | Best Dutch Act                               |                             |
| 2003 | TMF Award                                     | Best Rap Nationaal                           |                             |
| 2003 | Edison Music Awards 2003                      | Beste Album r&b / hiphop                     | Verschil moet er zijn       |
| 2004 | TMF Award                                     | Best Urban Nationaal                         |                             |
| 2004 | Dutch MOBO Awards                             | Beste Urban TV Programma                     | MTV Raw                     |
| 2005 | Dutch MOBO Awards                             | Beste Live Act Nationaal                     |                             |
| 2007 | TMF Award                                     | TMF Radio Hit Award                          | Non Stop Ft. The Partysquad |
| 2008 | Lifetime Achievement Award (State Awards)     |                                              |                             |
| 2014 | First Virtual Reality Music Video Ever (GBOR) |                                              | Guiness Book Of Records     |
| 2018 | Jury Award for 'All The Same' (GPSA)          |                                              | Global Peace Song Awards    |

### Platen
Nederland
- Gouden album:
  - 2008: Verschil moet er zijn (uit 2002), 30.000 exemplaren
  - 2019: Door Merg & Brain (uit 2001), 20.000 exemplaren
  - 2000: Doe Maar (featuring artist & songwriter), 40.000
- Gouden single:
  - 2002: Dansplaat (uit 2002), 40.000 exemplaren
  - 2019: Vlinders (met Dicecream, uit 2006), 40.000 exemplaren
- Gouden dvd:
  - 2006: Tekst & Uitleg, 7500 exemplaren
- Platina single:
  - 2015 Dansplaat (uit 2002), 50.000 exemplaren
  - 2019 Dansplaat (uit 2002), 80.000 exemplaren) - vanwege de telling die veranderd was.
- Platina Album:
  - 2009: Ruim 200.000 exemplaren verkocht - Platinum Combined Sales Award
  - 2000: Doe Maar (featuring artist & songwriter) 80.000, Platinum Award
  - 2000: Doe Maar (featuring artist & songwriter) 160.000, Double Platinum Award
- Triple Platina Album: 
  - 2000: "Klaar" - Doe Maar (featuring artist & songwriter) ruim 240.000 exemplaren verkocht - Triple Platinum Award
- Gouden Album:
  - 2012: Kinderen Voor Kinderen 33 (uit 2012), 25.000 exemplaren (songwriter)
  - 2013: Kinderen Voor Kinderen 34 (uit 2013), 25.000 exemplaren (songwriter)
  - 2016: Kinderen Voor Kinderen 37 (uit 2013), 20.000 exemplaren (songwriter)
  - 2018: Kinderen Voor Kinderen 39 (uit 2018), 20.000 exemplaren (songwriter)
  - 2020: Kinderen Voor Kinderen 41 (uit 2020), 20.000 exemplaren (songwriter)
- Platina Album:
  - 2012: Kinderen Voor Kinderen 33 (uit 2012), 50.000 exemplaren (songwriter)
  - 2013: Kinderen Voor Kinderen 34 (uit 2013), 50.000 exemplaren (songwriter)
  - 2017: Kinderen Voor Kinderen 37 (uit 2013), 40.000 exemplaren (songwriter)
  - 2018: Special Artist / Songwriter Award meer dan 1 miljoen verkochte exemplaren
  - 2016: Kinderen Voor Kinderen 39 (uit 2013), 40.000 exemplaren (songwriter)

België
- Gouden single:
  - 2007: "Dansplaat" (uit 2002), 15.000 exemplaren
  - 2019: Special Award ter gelegenheid van de eerste Nederlandstalige #1 Hit in alle drie de charts van België & NL
- Platina Album:
  - 2009: Ruim 30.000 exemplaren verkocht - Platinum Combined Sales Award

Japan
- Platina Album:
  - 2012: Kis My 1st (uit 2012), 350.000 exemplaren (songwriter)
- Gouden dvd:
  - 2012: Kis-My-Mint Tour at Tokyo Dome 2012.4.8 (uit 2012), 100.000 exemplaren (songwriter)

## Discografie

### Albums
| Album met eventuele hitnotering(en) in de Nederlandse Album Top 100 | Datum van verschijnen | Datum van binnenkomst | Hoogste positie | Aantal weken | Opmerkingen   |
| ------------------------------------------------------------------- | --------------------- | --------------------- | --------------- | ------------ | ------------- |
| Door merg en brain                                                  | 2001                  | 24-02-2001            | 23              | 17           |               |
| Verschil moet er zijn                                               | 2002                  | 22-06-2002            | 6               | 22           |               |
| Even stil                                                           | 2005                  | 28-05-2005            | 12              | 13           |               |
| Hart & Hard                                                         | 19-04-2008            | 26-04-2008            | 21              | 6            |               |
| Mijn manier - Greatest hits 1999-2009                               | 19-10-2009            | 24-10-2009            | 80              | 1            | Verzamelalbum |
| Dub & Dwars                                                         | 16-07-2010            | -                     |                 |              |               |
| Determination                                                       | 19-01-2015            | 07-02-2015            | 54              | 4            |               |
| Barlito's Way                                                       | 25-06-2021            | -                     |                 |              |               |

| Album met hitnotering(en) in de Vlaamse Ultratop 200 albums | Datum van verschijnen | Datum van binnenkomst | Hoogste positie | Aantal weken | Opmerkingen |
| ----------------------------------------------------------- | --------------------- | --------------------- | --------------- | ------------ | ----------- |
| Verschil moet er zijn                                       | 2002                  | 31-08-2002            | 20              | 11           |             |

### Singles
| Single met eventuele hitnotering(en) in de Nederlandse Top 40 | Datum van verschijnen | Datum van binnenkomst | Hoogste positie | Aantal weken | Opmerkingen |
| ------------------------------------------------------------- | --------------------- | --------------------- | --------------- | ------------ | --- |
| Zoete inval                                                   | 1999                  | 17-07-1999            | 30              | 3            | met Extince, Murth the Man-O-Script, Krewcial, Skate The Great, Yukkie B., Goldy & Scuz / Nr. 33 in de Single Top 100 |
| Als niet als                                                  | 2000                  | 08-04-2000            | 31              | 2            | met Doe Maar & Def P / Nr. 19 in de Single Top 100                                                                    |
| Door merg en brain                                            | 2000                  | 02-09-2000            | tip8            | -            | Nr. 74 in de Single Top 100                                                                                           |
| De vierde kaart                                               | 2001                  | 10-02-2001            | 31              | 5            | met Lloyd de Meza / Nr. 40 in de Single Top 100                                                                       |
| Wat een jinx is                                               | 2001                  | 23-06-2001            | 38              | 2            | Nr. 60 in de Single Top 100                                                                                           |
| Je moest waarschijnlijk gaan                                  | 2001                  | 17-11-2001            | tip13           | -            | Nr. 82 in de Single Top 100                                                                                           |
| Dansplaat                                                     | 2002                  | 04-05-2002            | 1(4wk)          | 15           | Alarmschijf / Nr. 1 in de Single Top 100                                                                              |
| Voel de vibe                                                  | 2002                  | 24-08-2002            | 12              | 8            | Nr. 23 in de Single Top 100                                                                                           |
| One mic (remix) / Made you look                               | 2002                  | 14-12-2002            | 17              | 6            | met Nas / Nr. 12 in de Single Top 100                                                                                 |
| Schreeuwetuit!                                                | 2003                  | 26-04-2003            | tip14           | -            | Nr. 63 in de Single Top 100                                                                                           |
| Alles                                                         | 02-05-2005            | 14-05-2005            | 15              | 5            | Nr. 6 in de Single Top 100                                                                                            |
| Even stil                                                     | 2005                  | 23-07-2005            | 12              | 7            | Nr. 22 in de Single Top 100                                                                                           |
| Afblijven                                                     | 2006                  | -                     |                 |              | met Dicecream & T-Slash / uit de film Afblijven / Nr. 89 in de Single Top 100                                         |
| Vlinders                                                      | 2006                  | 16-12-2006            | 26              | 5            | met Dicecream / uit de film Afblijven / Nr. 24 in de Single Top 100                                                   |
| Non stop                                                      | 2006                  | 10-02-2007            | 14              | 8            | met The Partysquad & Reverse / Nr. 26 in de Single Top 100                                                            |
| The chosen (Assassin's creed)                                 | 2007                  | -                     |                 |              | met Intwine / Nr. 43 in de Single Top 100                                                                             |
| Boks ouwe                                                     | 18-04-2008            | 26-04-2008            | tip12           | -            | met Reverse |
| Won't come back                                               | 2014                  | 06-09-2014            | tip3            | -            | met Leonie Meijer |

| Single met hitnotering(en) in de Vlaamse Ultratop 50 | Datum van verschijnen | Datum van binnenkomst | Hoogste positie | Aantal weken | Opmerkingen |
| ---------------------------------------------------- | --------------------- | --------------------- | --------------- | ------------ | ----------- |
| Dansplaat                                            | 2002                  | 06-07-2002            | 1(2wk)          | 17           |             |
| Voel de vibe                                         | 2002                  | 12-10-2002            | 30              | 7            |             |
| One mic (remix) / Made you look                      | 2002                  | 04-01-2003            | 28              | 6            | met Nas     |
| Weet je nog die zomer                                | 2013                  | 29-06-2013            | tip84           | -            | met Teek    |

### Albums
- "Door Merg & Brain" (PIAS/LYRIC, 2001) cd / 3-lp
- "Door Merg & Brain" - De Lowlands Editie (PIAS/LYRIC, 2001) 2-cd
- "Verschil Moet Er Zijn" (PIAS/LYRIC, 2002) cd
- "Verschil Moet Er Zijn" - Re-issue met bonus track (PIAS/LYRIC, 2002) cd
- "The Box P.U.R.E Session" (Live Album) (PIAS/LYRIC) cd/dvd
- "Verschil Moet Er Zijn" - King Size Edition + dvd (PIAS, LYRIC)
- "Even Stil" (EMI/LYRIC, 2005) cd/2-lp
- "Hart/Hard" (LYRIC, 2008) 2-cd
- "Hart" (LYRIC, 2008) cd
- "Hard" (LYRIC, 2008) cd
- "Mijn Manier: 1999 - 2009" (LYRIC/PIAS, 2009) Greatest Hits Album 2 CD/1DVD
- "Dub & Dwars" (LYRIC/BLACK STAR,2010) cd
- "The New York Sessions" (LYRIC, 2012) Digital release.
- "Determination" (LYRIC, 2015) cd
- "Even Stil - Deluxe Edition" (Universal/LYRIC, 2015) 2-cd
- "Verschil Moet Er Zijn" - Limited 15th Anniversary Edition Double Gold Vinyl (Music On Vinyl / LYRIC, 2017) 2LP
- "Dub & Dwars"- Limited Record Store Day Edition Single Red Vinyl(Music On Vinyl/LYRIC/BLACK STAR,2010)LP
- "1999-2019 - The Best Of Brainpower" (LYRIC, 2019) Exclusive Tape release available with artwork by HIPPESHIT013.
- "The Amsterdam Archives" (LYRIC, 2020) digital release
- "Barlito's Way" (LYRIC, 2021) Vinyl - 2 Editions via De Rapwinkel, plus digital release
- "Door Merg & Brain - The 20th Anniversary Bonus Bundle" (LYRIC, 2021) digital release
- "Door Merg & Brain - 20th Anniversary Edition" (LYRIC, SHLV, 2021) Double Vinyl Record Store Day Exclusive release in 3 colorways.
- "Door Merg & Brain - 20th Anniversary Edition" (LYRIC, SHLV, 2021) Double Vinyl Black Friday Exclusive repress release in 3 colorways.
- "Barlito's Way Deluxe Edition" (LYRIC, 2021) digital release
- "BARS: The Best Of Brainpower" (LYRIC, SHLV 2021) Vinyl released in 3 colorways, December 2022 exclusive release on picture cassette tape.
- "Hart" (LYRIC, SHLV, 2022) Record Store Day 2022 Double Vinyl Exclusive, 2 colorways.
- "Hard" (LYRIC, SHLV, 2022) Record Store Day 2022 Double Vinyl Exclusive, 2 colorways.
- "Verschil Moet Er Zijn - The 20th Anniversary Bonus Bundle" (LYRIC, 2022) digital release
- "Verschil Moet Er Zijn - The 20th Anniversary Deluxe Concerto Edition" (LYRIC,Concerto, SHLV 2022),2 Vinyl Editions
- "The New York Sessions 10th Anniversary Edition" (LYRIC, 2022) Digital release. Tape in 2 Editions via AppleDizzle.
- " Direct Uit De Mengtafel (Live in Paradiso 24 December 2002),exclusive release on coloured cassette tape and digital.

### Ep's en nevenprojecten
- "The Freestyles Chapter" Tape (LYRIC, 1998)
- "Lyricist" ep (LYRIC, 1999)
- "ADHD: aanbevolen Dagelijkse Hoeveelheid Dopeness Album" (Virgin, 2004)
- "DatvinnikCoke: Brainpower presents..." collab Album met Coca Cola (LYRIC, 2006)
- "The New York Sessions" ep (LYRIC, 2012)
- "The Collabs EP" (LYRIC, 2013)
- Mic Bizniz 10th Anniversary EP (LYRIC, 2021)

### Singles en video's
- "De Achtervolging" Dub-plate & Cassette Single (1998)
- "Lyricist" (1999)
- "Zoete Inval" posse cut - Extince ft Brainpower, Murth the Man-O-Script, Yukkie B, Krecial, Skate The Great, Goldy & Scuz (1999)
- "Als Niet Als" met Doe Maar (2000)
- "Door Merg & Brain/Ballade Voor De Ongelovige" (2000) 12-inch vinyl
- "Door Merg & Brain" (2000) cd-maxi
- "MC Vol Overgave/Vierde Kaart" (2000) 12-inch vinyl
- "De Vierde Kaart" (2001) cd
- "De Vierde Kaart" (2001) cd-maxi
- "Wat Een Jinx Is" (2001) 12-inch vinyl, B-Kant 'Expertise'
- "Wat Een Jinx Is" (2001) cd
- "Je Moest Waarschijnlijk Gaan" (2001) cd
- "Dansplaat" (2002) 12-inch vinyl, B-kant 'Alles Of Niets'
- "Dansplaat" (2002) cd
- "Dansplaat" (Herman Van Veen Remix) (2002)
- "Dansplaat" cd-maxi - remixes by Bastian, NigthnGael & Maniak (2002)
- "Voel De Vibe" (2002) 12-inch vinyl, B-kant 'Daarisieweer'
- "Voel De Vibe" met B-kant Dansplaat Live @ Rock Werchter 2002 (2002)
- "Voel De Vibe" cd-maxi - remixes door Oh Jay, Maniak & meer (2002)
- "One Mic (Remix)" met Nas (2002) cd
- "One Mic (Remix) / Made You Look" - Nas ft Brainpower (2002) 12-inch vinyl
- "One Mic (Remix)" dvd Single met interview
- "Schreeuwetuit! (2003) cd
- "Beng Je Hoofd/Shouf Shouf Habibi" 12-Inch Clear Vinyl
- "Beng Je Hoofd (ADHD, 2004) cd
- "Shouf Shouf Habibi (ADHD, 2004) cd
- "Pro" (2005) 12-inch vinyl
- "Alles" (2005) cd
- "Alles" - Immorales Remix (2005)
- "Even Stil" (2005)
- "Even Stil" (Piano Remix met Giorgio Tunfort) (exclusieve single-uitgave 2005)
- "Cartagena (Helden)" met Ali B ft La Heroika (video - 2005)
- "Terug" ("Video Exclusive")
- "Vlinders" (2006) cd
- "Non Stop" (2007) cd
- "The Chosen" duet with Intwine (2007) cd
- "Cut Me Loose" with Intwine (2008) cd
- "Eigen Werk" (2008) Video (Album Track)
- "Boks Ouwe" (2008) digitale single
- "Wees Niet Bang" (2009) digitale single
- "Mijn Manier" (2009) digitale single
- "Vierde Kaart Dub" (2010) Limited Promo CD & digitale single
- "Mind Ur Bizniz" ft. Jean Grae (2010) digitale single
- "Bleedin' Organz" ft. Shabazz The Disciple (2011) digitale single
- "Mic Bizniz" ft. Yellowman (2011) digitale single & 7-inch Yellow Vinyl
- "Emcee Fluid" ft. Block McCloud, Mr Metaphore aka Marc Bars & Thirstin Howl III (2012) Digital Download
- "Two MC's" ft. Kice Of Course (2011) Digital Download
- "Light It Up" (2011) digitale single
- "People" (2011) Limited Promo CD & digitale single
- "Een Mooi Bericht" ft Anthony Heidweiller (2012) digitale single
- "Sometimes" (2012) digitale single
- "Dubbelportret" met Zanillya Farrell (2012) digitale single
- "Hing, Hing, Hing" (2012) digitale single & Limited CD Wallet
- "Hing, Hing, Hing - Dushi Korsou Remix" (2012) Digital & B-side Limited CD Wallet
- "Hing, Hing, Hing - Dushi Korsou Remix Rockorsou Speshel" ft Big D. (2012) digitale single
- "Boxfresh" ft Ladybug MEcca of Digable Planets (2012) digitale single
- "Zet "m Dan Op Repeat (Hing Remix pt 1)" ft Excellent (2012) digitale single
- "Zet "m Dan Op Repeat (Hing Remix pt. 2) ft Tante Es (2012) digitale single
- "Greenhouse" (2012) digitale single
- "The Universal Funk" ft PMD (of EPMD) (2013) Digital & Limited Edition Purple/White 12-inch Vinyl (Record Store Day Exclusive)
- "West To The Dam" ft WC (2013) Promotional animated video for & available as part of The Collabs ep
- "Troubled Soul" (2014) Digital & Promo cd-single
- "Troubled Soul (Moombahteam Remix)" (2014) digitale single
- "Rock" (2014) digitale single
- "From The Art" (2015) Video (Album Track)
- "Determination" (2015) Video (Album Track)
- "Pot Thoughts" (2015) Video (Album Track)
- "Play Happy" (2015) Video (Album Track)
- "Don't Let Go" ft Keith John (2015) digitale single
- "Nothing" (2015) digitale single & Promo cd-single
- "All The Same" ft Orange Grove (2016) digitale single & Promo cd-single
- "Wie Heeft" ft Tommie Christiaan (2018) digitale single
  - "Animal Sauvage" ft Pharoahe Monch, Pitcho & STIX (2018) Digital Single (as heard in The Equalizer 2)
- "Don't Let Go" (2018 Version) ft Keith John (2015) digitale single
- "De Bass Druipt" (2018) digitale single
- "Elvy" featuring Philippe Lemm Trio (2018) digital single
- "De Beat" (2018) digitale single
- "All The Same" featuring Orange Grove (Acoustic Version) [Live In The Hollywood Hills] (2018) digitale single
- "Instrumentaal" (2019) digitale single
- "Onbetaalbaar" (2019) digitale single
- "De Bass Druipt" (Remix) (2019) digitale single
- "Only When Alone" featuring Midd (2019) digitale single
- "Alleen Als Ik Alleen Ben" featuring Midd (2019) digitale single
- "Style That We Bring" featuring Crim De La Crim (2019) digital single
- "Dansplaat" (Live @ Rock Werchter 2002) (2019) digitale single
- "Staan" (2019) digitale single
- "Emcee Fluid" featuring Block McCloud, Mr. Metaphore & Thirstin Howl III (2019) digitale single
- "Lyricist" (20th Anniversary Release) (2019) digital single
- "Can't Miss It" (20th Anniversary Release) (2019) digital single
- "Can't Stay" (2019) digital single
- "Unity" featuring The Ichiban Don & Daylyt (2019) digital single
- "1999-2019" (2019) digital single
- "Type Met woorden" (2020) digital single
- "Kick Snare Hi-Hat"  (2004/2020) digital single
- "De Niro In Casino" (2020) digital single
- "Iedereen Zegt" (2020) digitale single
- "West To The Dam" (2020 Remaster) (2020) digital single
- "Hart Onder De Riem" (2020) digital single
- "Hoopvol" (2020) digital single
- "Menselijk Oordeel" (2020) digital single
- 2001 Brain (2020) digital single
- Crockett & Tubbs (2020) digital single
- Bars (2020) digital single
- Tape Is Goud (2020) digital single
- Barnold Schwarsenegger (2020) digital single
- Braining Day (2020) digital single
- Cazals & Keytars /'Cazals & Keytars (instrumental) (2020) digital single
- Spreek (2021) digital single & videoclip
- MC Vol Overgave 2  featuring: Niva, Millz, Sens & Kaaskous (2021) digital single & videoclip
- Dichter Bij God (2021) digital single
- Matt Damon In Rounders (2021) digital single
- John Nada (2021) digital single
- Dansplaat (2002 Remix) (2022) digital single